# Anton Ulrich van Saksen-Meiningen
Anton Ulrich van Saksen-Meiningen (Meiningen, 22 oktober 1687 - Frankfurt am Main, 27 januari 1763) was van 1743 tot aan zijn dood hertog van Saksen-Meiningen. Hij behoorde tot de Ernestijnse linie van het huis Wettin.

## Levensloop
Anton Ulrich was de jongste zoon van hertog Bernhard I van Saksen-Meiningen en diens tweede echtgenote Elisabeth Eleonora, dochter van hertog Anton Ulrich van Brunswijk-Wolfenbüttel. Hij maakte na zijn opleiding een grand tour door de Republiek der Zeven Verenigde Nederlanden, Groot-Brittannië, het Oude Eedgenootschap en Italië. 
Omdat zijn vader er niet in geslaagd was om het eerstgeboorterecht in te voeren, had hij na de dood van zijn vader in 1706 recht op de medeheerschappij in Saksen-Meiningen. Zijn oudere halfbroer Ernst Lodewijk II, die naar de alleenheerschappij streefde, kon echter verkrijgen dat zijn jongere, zwakbegaafde broer Frederik Willem afstand deed van zijn regeringsaandeel. Anton Ulrich weigerde dit te doen en procedeerde jarenlang tegen Ernst Lodewijk om zijn regeringsaandeel op te eisen.
Na de dood van Ernst Lodewijk I in 1724 werd zijn halfbroer Frederik Willem samen met hertog Frederik II van Saksen-Gotha-Altenburg aangesteld tot regent van diens minderjarige zonen Ernst Lodewijk II en Karel Frederik. Op die manier werd Anton Ulrich buitengesloten, waar hij zich tegen verzette. Na de dood van Frederik II van Saksen-Gotha-Altenburg nam hij in 1732 diens plaats in als mederegent van Karel Frederik. Na het overlijden van Karel Frederik in 1743 volgden Frederik Willem en Anton Ulrich hem op als hertogen van Saksen-Meiningen. Toen Frederik Willem in 1746 stierf, werd Anton Ulrich alleenheerser.
Vanaf 1742 resideerde Anton Ulrich in Frankfurt am Main. Van daaruit oefende hij de regeringszaken van Saksen-Meiningen uit en hij was zelden aanwezig in zijn hertogdom. In 1747-1748 voerde hij een militair conflict met de hertogen van Saksen-Gotha-Altenburg. Hij kwam nogmaals in conflict met dit hertogdom toen hij het regentschap van de minderjarige hertog Ernst August II van Saksen-Weimar-Eisenach opeiste. 

## Huwelijken en nakomelingen
In januari 1711 sloot hij in Amsterdam een morganatisch huwelijk met Philippine Elisabeth Cäsar (1686-1744), de hofdame van zijn zus Elisabeth Ernestina. In 1727 probeerde hij dit huwelijk door de Rijkshofraad wettig te laten verklaren, maar dit mislukte. Ze kregen tien kinderen, die geen recht hadden op erfopvolging:
- Philippine Antoinette (1712–1785)
- Philippine Elisabeth (1713–1781)
- Philippine Louise (1714–1771)
- Philippine Wilhelmina (1715–1718)
- Bernhard Ernst (1716–1778)
- Antonie Auguste (1717–1768)
- Sophie Wilhelmina (1719–1723)
- Karel Lodewijk (1721–1727)
- Christine Frederica (1723-1723)
- Frederik Ferdinand (1725-1725)

Op 26 september 1750 huwde Anton Ulrich met Charlotte Amalia (1730-1801), dochter van landgraaf Karel I van Hessen-Philippsthal. Ze kregen acht kinderen:
- Charlotte (1751-1827), huwde in 1769 met hertog Ernst II van Saksen-Gotha-Altenburg
- Louise (1752-1805), huwde in 1781 met landgraaf Adolf van Hessen-Philippsthal-Barchfeld
- Elisabeth (1753-1754)
- Karel Willem (1754-1782), hertog van Saksen-Meiningen
- Frederik Frans (1756-1761)
- Frederik Willem (1757-1758)
- George I (1761-1803), hertog van Saksen-Meiningen
- Amalia (1762-1798), huwde in 1783 met vorst Hendrik Karel Erdmann van Carolath-Beuthen